# Lasiocercis posticefasciata
Lasiocercis posticefasciata là một loài bọ cánh cứng trong họ Cerambycidae.